# Палар
Палар (там. பாலாறு, канн. ಪಾಲಾರ್ ನದಿ, телугу పాలార్ నది, англ. Palar) — река в Индии, одна из крупнейших рек на юге страны. Длина реки составляет около 350 км.
Река берёт начало недалеко от деревни Нанди-Хилз (канн. ನಂದಿ ಬೆಟ್ಟ) (штат Карнатака) и протекает через штат на протяжении примерно 53 км. Высота истока — 1450 м над уровнем моря. Далее, примерно на протяжении 33 км протекает через штат Андхра-Прадеш, потом примерно 222 км через штат Тамилнад до впадения в Бенгальский залив. На берегах реки расположены следующие крупные города: Ramanaickenpet, Vaniyambadi, Ambur, Gudiyatham, Pallikonda, Melmonavoor, Веллуру, Melvisharam, Аркот, Ranipet Walajapet, Канчипурам, и Chengalpattu.
Общая площадь бассейна реки составляет 18 409 км2: 2616 км2 находятся в штате Карнатака, 4387 км2 в шатате Андхра-Прадеш и 11 406 км2 в штате Тамилнад.
Воды реки используются для орошения. В устье частично судоходна.
С 2006 года в районе реки Палар ежегодно проводится командная гонка по бездорожью Palar Challenge.
- Палар в районе города Падалам
- Один из этапов Palar Challenge 2009